# Freixianda
Freixianda est une freguesia portugaise située dans le District de Santarém.
Avec une superficie de 30,16 km2 et une population de 2 792 habitants (2001), la paroisse possède une densité de 92,6 hab/km2.

## Villages
- Abades
- Arneiro
- Besteiros
- Cardal
- Casal do Pinheiro
- Casais Do Vento
- Charneca
- Cumeada
- Fonte Fria
- Freixianda
- Granja
- Junqueira
- Lagoa de Santa Cartania
- Lagoa do Grou
- Parcerias
- Perucha
- Porto do Carro
- Povoa
- Ramalheira
- Santa Jorge
- Vale da Azinheira
- Vale das Quebradas
- Vale do Carro
- Varzea do Bispo